# Dahufa
Dahufa (xinès tradicional: 大護法, xinès simplificat: 大护法, pinyin: Dàhùfǎ, literalment 'El gran protector') és una pel·lícula xinesa d'animació del 2017. La pel·lícula està dirigida per Bu Sifan i produïda per Angie Lam. Compta amb el repartiment de veu de Xiao Liansha, Feng Sheng, King Shih-Chieh i Zhang Youwu. Va ser la primera pel·lícula a la Xina que va ser autovalorada com per a majors de 13 anys pels propis productors de la pel·lícula.
Considerada una pel·lícula de culte, va ser destacada com una de les obres que exemplificava el renaixement del cinema d'animació xinés a finals de la dècada del 2010, i s'elogià la seua bellesa, així com també es feu esment a que era una pel·lícula violenta.

## Recepció

### Nominacions
| Premi                                               | Categoria                    | Destinatari(s) i candidat(s) | Resultat | Ref.  |
| --------------------------------------------------- | ---------------------------- | ---------------------------- | -------- | ----- |
| 54è Premis Cavall d'Or                              | Millor pel·lícula d'animació | Dahufa                       | Nominada | [ 4 ] |
| 9è Premis del Gremi de Directors de Cine de la Xina | Millor pel·lícula            | Dahufa                       | Nominada | [ 5 ] |
| 9è Premis del Gremi de Directors de Cine de la Xina | Millor director              | Bu Sifan                     | Nominada | [ 5 ] |
| 9è Premis del Gremi de Directors de Cine de la Xina | Millor guionista             | Bu Sifan                     | Nominada | [ 5 ] |